# Scerne di Pineto
Scerne di Pineto (wł. Stazione di Scerne di Pineto) – przystanek osobowy w Scerne (część gminy Pineto), w prowincji Teramo, w regionie Abruzja, we Włoszech. Znajduje się na linii Adriatica (Ankona – Lecce).
Według klasyfikacji RFI ma kategorię srebrną.

## Historia
Przystanek został oficjalnie otwarty 11 grudnia 2004.

## Linie kolejowe
- Adriatica